# Bezek-Kolonia
Bezek-Kolonia – kolonia w Polsce położona w województwie lubelskim, w powiecie chełmskim, w gminie Siedliszcze.
| 1026734 | Gruszka       | przysiółek    |
| 1026740 | Karczemka     | przysiółek    |
| 0107471 | Koło Kościoła | część kolonii |
| 1026852 | Sabarówka     | przysiółek    |

W latach 1975–1998 miejscowość administracyjnie należała do województwa chełmskiego. 
Kolonia stanowi sołectwo gminy Siedliszcze. Według Narodowego Spisu Powszechnego (III 2011 r.) liczyła 282 mieszkańców i była siódmą co do wielkości miejscowością gminy.